# Anatatha wilemani
Anatatha wilemani är en fjärilsart som beskrevs av Inoue och Shigero Sugi 1958. Anatatha wilemani ingår i släktet Anatatha och familjen nattflyn. Inga underarter finns listade i Catalogue of Life.